# إيرل لاركن وليامز
إيرل لاركن وليامز (بالإنجليزية: Earl Larkin Williams)‏ هو عالم فلك أمريكي، ولد في 22 أغسطس 1903، وتوفي في 7 فبراير 1974.